# Unió Esportiva Castellar
La Unió Esportiva Castellar és un club de futbol català de la ciutat de Castellar del Vallès que milita a Primera Catalana.

## Història

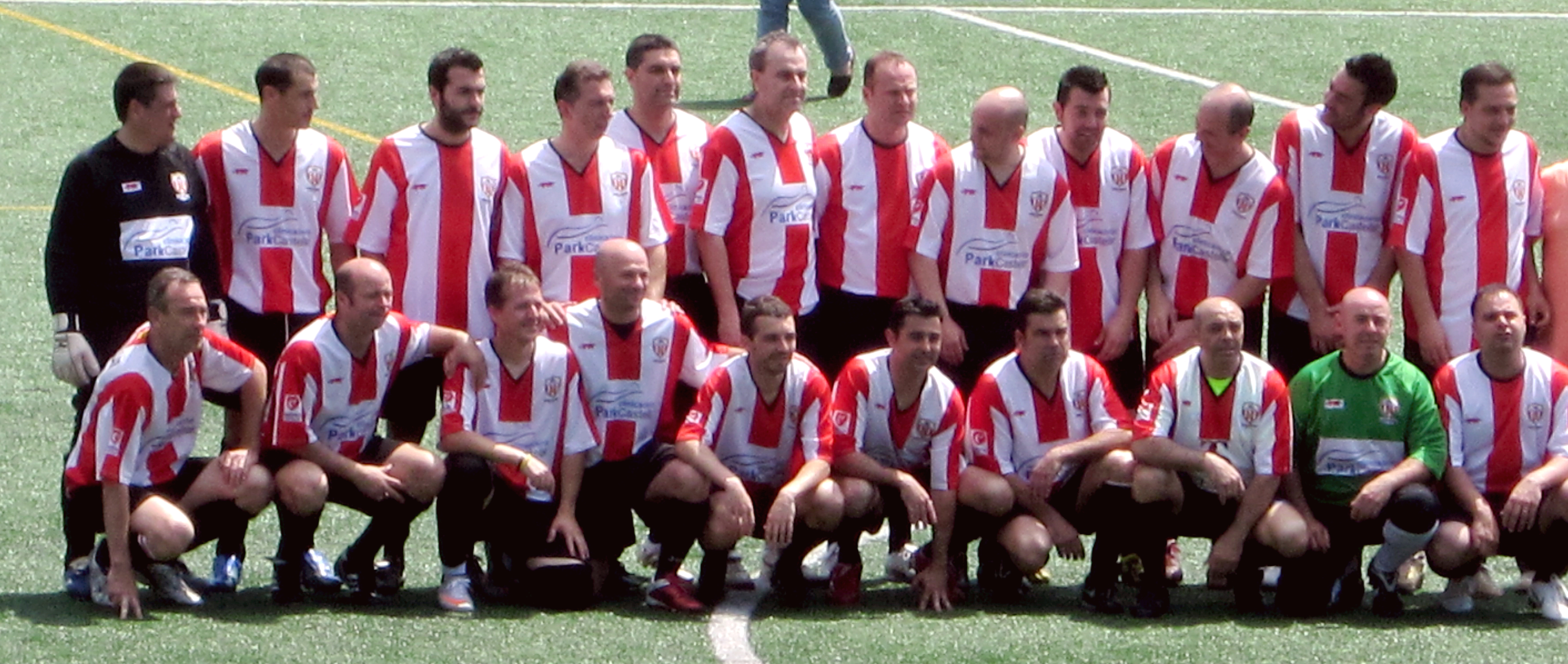
L'equip de la UE Castellar de veterans preparats per jugar contra el RCD Espanyol durant l'aplec de penyes blanc-i-blaves de 2011

L'any 1911 es fundà l'Agrupació Esportiva Castellar. pel llavors vicari de la parròquia de Castellar, Mossèn Josep Torras i Vergés ‘Nano’ i ajudat pel senyor Antoni Carbonell.
El primer nom del club va ser ‘Agrupació Esportiva Castellar Club de Futbol' i va ser Magí Mateu qui va donar les primeres lliçons tècniques i l'encarregat d'engrescar i aglutinar a aquell conjunt de joves que començaven a descobrir el que més endavant seria l'anomenat esport rei.
Podríem dir que Magí va ser el primer entrenador de l'entitat acabada de néixer, que va ensenyar el que bonament podia a aquells joves “de calça curta” amb ganes d'encalçar una pilota. El principal promotor o fundador del club, però, fou el reverend senyor Josep Torras i Vergés que va cedir de forma gratuïta per a la pràctica de l'incipient esport a Castellar, d'uns terrenys just al costat de la carretera de Sentmenat i que es coneixien amb el nom de “Camp del Patronat de Sant Josep”, situats davant de les Escoles de les Germanes Dominiques. Les mides del camp de joc eren de 80 metres de llarg per 45 d'ample.
El primer partit es va jugar el 17 d'agost de 1911, dia de la Festa Major, entre l'AE Castellar CF i un equip format per joves sabadellencs. Va guanyar l'equip local per 2-1.
Als voltants de 1921, el club es va traslladar al camp de Can Serrador i s’inscriu l'equip a la Federació Catalana de Futbol.
A principis dels anys 30 es juga al camp de Can Casé (camp de l'Arús i més tard seu de la Fàbrica Nova, actualment Espai Tolrà). Després de la Guerra Civil es torna al terreny de Can Serrador (enclavament conegut com La Farinera) fins que el 1953 i amb motiu de la fusió amb el CD Tolrà es comença a jugar al Pepín Valls fins al 1994, any en què s’inaugura el Nou Camp Municipal Pepín Valls.
El 2018, durant la inauguració de la XLIX edició del Torneig del Vallès – Memorial Emili Altimira es va oficialitzar el canvi de nom de l'estadi municipal de futbol, que va deixar d'anomenar-se Pepín Valls per a ser el Joan Cortiella – Can Serrador de Castellar, en honor a aquest mite del club (1928-2018).

## Palmarès
- Campió de Primera Territorial: Grup IV 1998/99
- Campió de Tercera Catalana: Grup VI 2019/20
- Subcampió de la Copa de Segona Catalana 2020/21